# Rosa Maria Gilart Jiménez

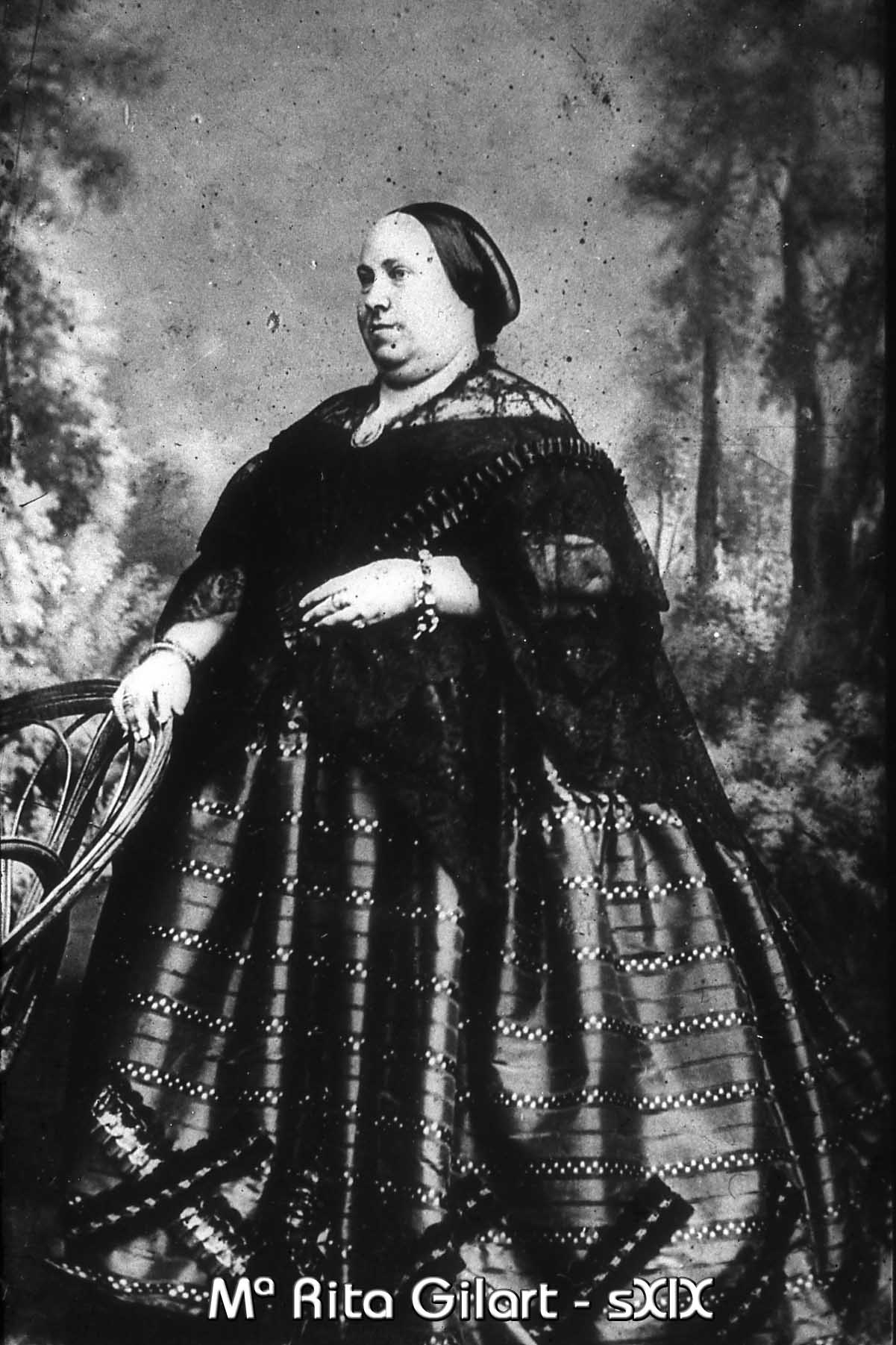
Mª Rita Gilart (Col·lecció Museogràfica Fundació Cosme Bauçà. Felanitx, Mallorca)

Rosa Maria Gilart Jiménez (Felanitx, 1810 - Madrid, febrer de 1880) fou una brodadora mallorquina que va treballar juntament amb dues de les seves cinc germanes a la Cort a Madrid.

## Biografia
De joves, les germanes Magdalena (nascuda el 1798) i Rosa Maria Gilart es traslladaren a Palma per aprendre a dibuixar i brodar en or i seda, amb un frare carmelita descalç natural del Principat. Més tard, Magdalena (1798), Rosa Maria i altres germanes, Aina Maria (1802), Rita (m. 1874) i Margarida, s'instal·laren a Madrid, on cobraren fama per la qualitat de la seva feina i reberen encàrrecs de l'administració de l'estat.
Varen fer feina per a la Cort de la Reina Isabel II d'Espanya. Rosa Gilart, es va casar amb l'escultor mallorquí Pere Joan Santandreu i Artigues (1808 - 1938). De les tres germanes fou la que va tenir més èxit en la seva carrera de brodadora amb gran ajuda de les seves germanes; fou propietària d'un establiment de brodats al número 17 del carrer Jacometrezo de Madrid, l'any 1845. Ostentà el càrrec de brodadora de cambra en or, plata i sedes en 1847, després d'haver sigut brodadora de cambra de l'Infant Francisco de Paula Antonio de Borbón. Entre la seva producció destaquen els vestits, túniques i altres peces brodades que van ser regalades a imatges de devoció de nombrosos pobles de la geografia.
Rosa Gilart va morir a Madrid en febrer de 1880.